# Дуб Яковенка
Дуб Яковенка — ботанічна пам'ятка природи місцевого значення, розташований на території Солом'янського району міста Києва, на вулиці Патріарха Мстислава Скрипника, 40.

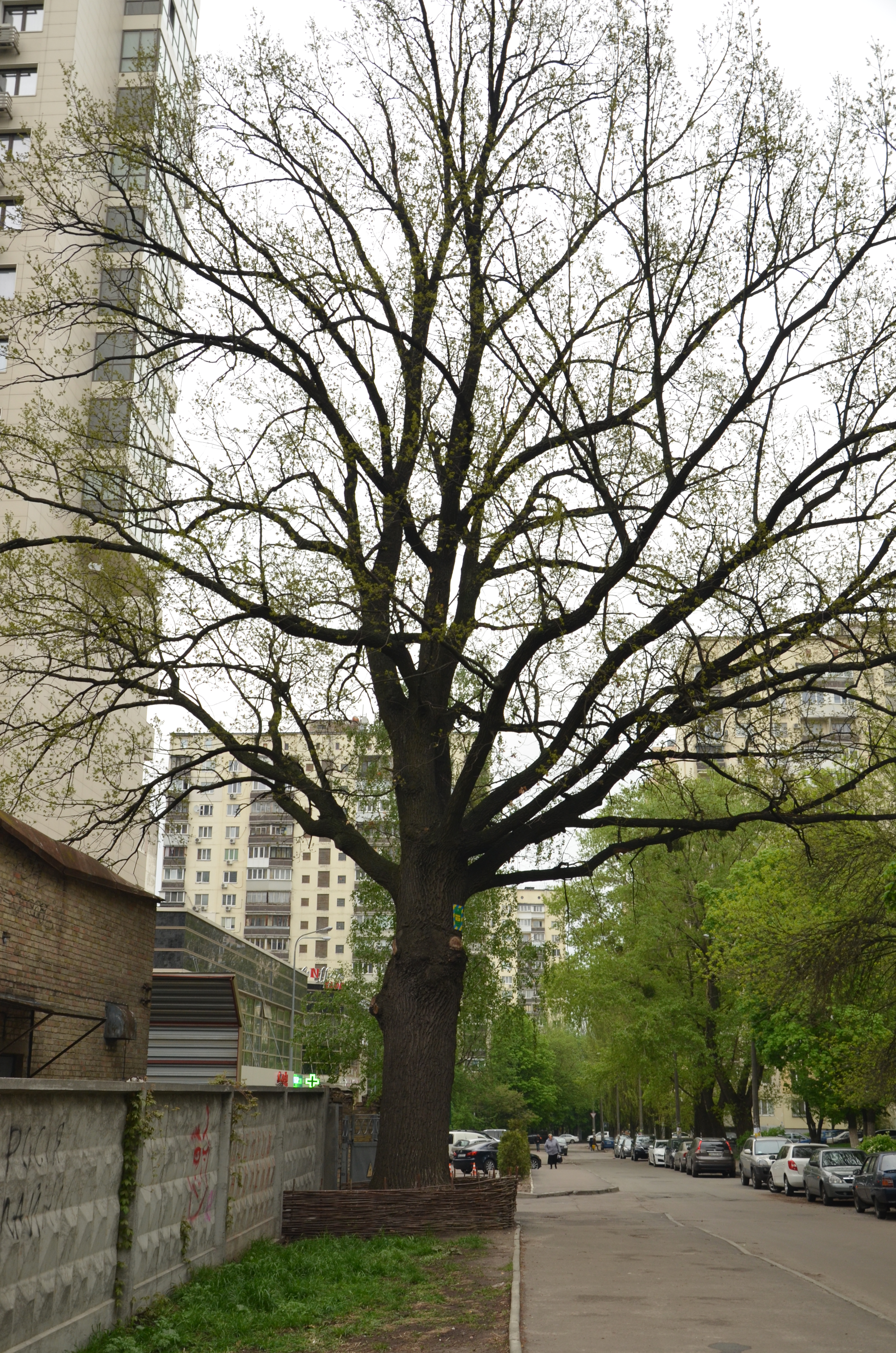
Дуб Яковенка, Київ, вул. Патріарха Мстислава Скрипника, 40

Площа 0,1 га, статус отриманий у 2018 році. Землекористувач — ВП «Служба енергетичного забезпечення та зв'язку» КП «Київпастранс» (передано під охорону громадянину Валерію Яковенку відповідно до його клопотання).
Являє собою дерево дуба звичайного віком понад 350 років.